# Тејер (Канзас)
Тејер (енгл. Thayer) град је у америчкој савезној држави Канзас.

## Демографија
По попису из 2010. године број становника је 497, што је 3 (-0,6%) становника мање него 2000. године.
| Група             | 2000.       | 2010.       |
| Белци             | 474 (94,8%) | 467 (94,0%) |
| Афроамериканци    | 0 (0,0%)    | 0 (0,0%)    |
| Азијати           | 0 (0,0%)    | 1 (0,2%)    |
| Хиспаноамериканци | 11 (2,2%)   | 9 (1,8%)    |
| Укупно            | 500         | 497         |